# Сан-Франческо-аль-Кампо
Сан-Франческо-аль-Кампо (італ. San Francesco al Campo, п'єм. San Fransesch) — муніципалітет в Італії, у регіоні П'ємонт,  метрополійне місто Турин.
Сан-Франческо-аль-Кампо розташований на відстані близько 540 км на північний захід від Рима, 18 км на північ від Турина.
Населення — 5006 осіб (2014).
Щорічний фестиваль відбувається 4 жовтня. Покровитель — San Francesco d'Assisi.

## Демографія
Населення за роками:

Станом на 1 січня 2023 року в муніципалітеті офіційно проживало 186 іноземців з 23 країн, серед них 130 громадян країн Євросоюзу та 1 громадянин України.

## Сусідні муніципалітети
- Фронт
- Леїні
- Ломбардоре
- Риваросса
- Сан-Карло-Канавезе
- Сан-Мауриціо-Канавезе
- Вауда-Канавезе